# 이윤하
이윤하(영어: Yoon Ha Lee, 1979년 1월 26일 ~ )는 한국계 미국인 SF 소설가이다. 데뷔작이자 '제국의 용병들' 삼부작의 첫 작품 《나인폭스 갬빗》으로 2017년 네뷸러상을 수상했다. 부모는 미국으로 이민한 한국인이며, 이윤하도 미국과 한국을 오가며 성장했다.

## 저작
| 연도 | 제목          | 원제            | 비고 |
| ---- | ------------- | --------------- | ---- |
| 2016 | 나인폭스 갬빗 | Ninefox Gambit  |      |
| 2017 | 까마귀 책략   | Raven Stratagem |      |
| 2018 | 레버넌트 건   | Revenant Gun    |      |